# Lasiopogon littoris
Lasiopogon littoris là một loài ruồi trong họ Asilidae. Lasiopogon littoris được Cole miêu tả năm 1924. Loài này phân bố ở vùng Tân Bắc giới.